# Escut de Peníscola
L'escut de Peníscola és un símbol representatiu oficial de Peníscola, municipi del País Valencià, a la comarca del Baix Maestrat. Té el següent blasonament:
| « | Escut quadrilong de punta redona. En camp d'atzur, un castell d'or de tres homenatges, maçonat i aclarit de gules, sobre una penya del seu color i ones d'atzur i argent, acostat de dos flors de lis d'or. Al timbre, corona reial oberta. | » |

## Història

Segell municipal usat tradicionalment per l'Ajuntament.

L'actual escut peniscolà va ser aprovat el 5 de desembre del 2007 després de 18 anys de tràmits. Va ser aprovat pel Consell Tècnic d'Heràldica i Vexil·lologia, que va emetre un dictamen favorable a la proposta que Peníscola va tramitar l'any 1994 respecte al seu escut municipal.
Es tracta de la rehabilitació de l'escut històric d'ús immemorial, on es representa el penyal de Peníscola vora el mar, amb el castell templer al capdamunt, originari del segle xiii, que fou la residència del papa Luna, Benet XIII. Les flors de lis recorden la fidelitat a la casa de Borbó durant la Guerra de Successió, en premi a la qual Felip V atorgà a Peníscola el títol de ciutat el 1709.